# Sanitätskorps
Ein Sanitätskorps beschreibt eine Einrichtung im Sanitätswesen.

## Schweiz
Das Schweizerische Sanitätskorps (SSK) wurde im Jahr 1985 als Verein von Sanitätsinstruktoren, Ärzten, Rettungsfachleuten und Ausbildern gegründet und bietet neben einer qualifizierten Ausbildung in Erster Hilfe für die Schweizer Bevölkerung – auch Ausbildungen für voll- oder nebenamtlich tätiges Rettungspersonal in Notfallmedizin, sowie die Schulung entsprechender Ausbilder.